# Passiflora ovata
Passiflora ovata är en passionsblomsväxtart som beskrevs av Martin och Dc.. Passiflora ovata ingår i släktet passionsblommor, och familjen passionsblomsväxter. Inga underarter finns listade i Catalogue of Life.